# UTC−0:25
UTC−0:25 je bila vremenska zona korištena u Irskoj, i bila je poznata kao Dablinsko srednje vreme.
Ustanovljeno je Zakonom o definiciji vremena iz 1880. godine (43 & 44 Vict. c. 9) (isti je zakon uveo Griničko srednje vreme (GMT) kao standardno vreme Velike Britanije). Njime je prestala upotreba lokalnog srednjeg sunčevog vremena u Velikoj Britaniji koje se primenjivalo od presude Curtis v. March 1858. godine.
U 2 sata ujutro u nedelju 1. oktobra 1916. godine je stupio na snagu Zakon o vremenu (u Irskoj), 1916 (6 & 7 Geo. 5. c. 45) koji je izjednačio vreme u Irskoj i ostalom delu Velike Britanije u korist GMT.

## Spoljašnje veze
- (jezik: engleski)
- (jezik: engleski)